# Patrick Vial
Patrick Vial, (* 24. prosince 1946 v Paříži, Francie) je bývalý francouzský zápasník – judista, bronzový olympijský medailista v judu z roku 1976.

## Sportovní kariéra
Připravoval se nedaleko rodné Paříže v Maisons-Alfort. Stabilním členem francouzské reprezentace byl od poloviny šedesátých let. Byl vyznavačem technického juda s krásnou uči-matou a precizním tomoe-nage. V lehké váze, ve které startoval, se však obtížně prosazoval proti sovětským, východoněmeckým, polským a ve světě zejména japonským judistům. Nemíval právě štěstí na los a častá zranění mu bránila v lepší fyzické přípravě na turnaj. Vše si vynahradil ke konci své sportovní kariéry, kdy na olympijských hrách v Montrealu získal nečekanou bronzovou olympijskou medaili. Sportovní kariéru ukončil v roce 1978. Věnuje se trenérské práci.

## Výsledky
| Turnaj             | 1969       | 1970       | 1971       | 1972       | 1973       | 1974       | 1975       | 1976       |
| Turnaj             | 23         | 24         | 25         | 26         | 27         | 28         | 29         | 30         |
| Turnaj             | lehká váha | lehká váha | lehká váha | lehká váha | lehká váha | lehká váha | lehká váha | lehká váha |
| ------------------ | ---------- | ---------- | ---------- | ---------- | ---------- | ---------- | ---------- | ---------- |
| Olympijské hry     |            |            |            | úč.        |            |            |            | 3.         |
| Mistrovství světa  | úč.        |            | úč.        |            | 5.         |            | úč.        |            |
| Mistrovství Evropy | 3.         | ?          | ?          | ?          | ?          | ?          | ?          | 5.         |